# Крстиня
45°15′ пн. ш. 15°44′ сх. д. / 45.25° пн. ш. 15.73° сх. д.
Крстиня (хорв. Krstinja) — населений пункт у Хорватії, у Карловацькій жупанії у складі громади Войнич.

## Населення
Населення за даними перепису 2011 року становило 82 осіб.
Динаміка чисельності населення поселення: